# Duncan J. Watts
Duncan James Watts (* 20. února 1971 Guelph, Kanada) je australský sociolog a profesor na Pensylvánské univerzitě. Působil jako výzkumný pracovník v Yahoo! Research a Microsoft Research. Zabývá se výzkumy kolektivní dynamiky a sociálních sítí.

## Život

### Vzdělání
Nedlouho po jeho narození odjel s rodinou do Skotska, kde měl jeho otec působit jako postdoktorand na Univerzitě v Abereenu. Po několika letech ve Skotsku se přestěhoval do Austrálie, rodné země jeho rodičů. Zde v roce 1987 odmaturoval na Toowoomba Grammar School a přidal se k námořnictvu. Po čtyřech letech působení na Australian Defence Force Academy v Canbeře, získal bakalářský titul věd z fyziky a hodnost důstojníka v Australském královském námořnictvu. Pokračoval ve studiu na Cornellově univerzitě, kde obdržel doktorský titul z teoretické a aplikované mechaniky. Jeho poradcem zde byl matematik Steven Strogatz.

### Kariéra
Od roku 2019 působí Duncan watts jako 23. PIN profesor (Penn Integrates Knowledge) na Pensylvánské univerzitě. Působí na fakultách komunikace, ekonomie a inženýrství.
Před nástupem na Pensylvánskou univerzitu v roce 2019, působil jako externí fakultní člen institutu v Santa Fe a mezi lety 2000-2007 byl předním profesorem sociologie na Kolumbijské univerzitě, kde vedl skupinu kolektivní dynamiky. 
Působil jako AD White Professor at Large na Cornellově univerzitě. Andrew Dickson White Professor-at-Large je titul pro řádné členy Cornellovy univerzity a jejich funkční je období je šest let. Cílem je oživení kulturního a intelektuálního života na univerzitě.
Do dubna 2012 byl výzkumným vědcem v Yahoo! Research, kde měl na starosti Human Social Dynamics group. V květnu se připojil k Microsoft Research jako hlavní výzkumný pracovník. Patří mezi zakládající členy Microsoft Research laboratoře v New Yorku (MSR-NYC lab).
Jeho výzkumy sociálních sítí a kolektivní dynamiky byly publikovány v odborných časopisech jako Science, Physical Review Letters, Nature, the American Journal of Sociology nebo Harvard Business Review. Za svoji práci obdržel mnoho ocenění. V roce 2009 získal ocenění mladých vědců německé fyzikální společnosti, cenu Everetta M. Rogerse za rok 2014 a v roce 2018 byl jmenován členem Network Science Society.
Duncan Watts je autorem tří knih: Six Degrees: The Science of a Connected Age (2003), Small Worlds: The Dynamics of Networks between Order and Randomness (1999) a Everything is Obvious: Once You Know The Answer (2011). V knize Six Degrees: The Science of a Connected Age popisuje Duncan Watts svoji cestu při vytváření nové vědy. Snaží se vysvětlit fungovaní naší propojené planety a představuje nové pole znalostí. Kniha Small Worlds: The Dynamics of Networks between Order and Randomness se zabývá šířením informací prostřednictvím sociálních sítí a také rozvojem spolupráce ve velkých skupinách. V jeho třetí knize Everything is Obvious: Once You Know The Answer tvrdí, že jen při pochopení toho, jak a kdy selhává náš selský rozum, můžeme vylepšit plánování budoucnosti a zároveň pochopit přítomnost-teze, která je důležitá v politice, byznysu, marketingu, ale také v každodenním životě.